# شركة أبو ظبي العاملة في المناطق البحرية
شركة أبو ظبي العاملة في المناطق البحرية (المعروفة اختصاراً بـ أدما العاملة ADMA-OPCO ) هي شركة نفط حكومية بإمارة أبوظبي، الإمارات العربية المتحدة وهي واحدة من كبريات الشركات المنتجة للنفط والغاز من المناطق البحرية لإمارة أبوظبي التابعة لشركة بترول أبوظبي الوطنية.
ويتم إنتاج النفط والغاز من حقلين كبيرين هما حقل أم الشيف وحقل زكم السفلي يُنقل النفط الخام منهما إلى جزيرة داس لمعالجته وتخزينه وتصديره. وفي عام 1962 تم تصدير الشحنة الأولى من النفط الخام الذي أُنتج من حقل أم الشيف في أبوظبي إلى الأسواق العالمية عبر جزيرة داس.
تم دمج الشركة في عام 2018م مع شركة "تطوير حقل زكم (زادكو)"، لتصبح: شركة أدنوك البحرية (ADNOC Offshore)، وتعمل تحت شركة بترول أبو ظبي الوطنية.

## لمحة تاريخية
في الرابع من يوليو عام 1962 رست ناقلة بريطانية هي ’بريتيش سيجنال‘ في مرفأ جزيرة داس وتم تحميلها بكمية بلغت 254,554 برميل من النفط الخام جاءت من حقل أم الشيف في المناطق البحرية من أبوظبي. وبعد تحميلها بالنفط أبحرت الناقلة بالكميات البسيطة التي تحملها متجهة إلى اليابان.
وقد اصطف المئات من المواطنين الإماراتيين والوافدين على امتداد شواطئ جزيرة داس الصغيرة تحت وهج الشمس الحارقة ليشهدوا الحدث التاريخي المتمثل في مغادرة الناقلة بعد تحميلها بأول شحنة من نفط إمارة أبوظبي.
في مطلع الخمسينيات من القرن الماضي وبعد ظهور مؤشرات على وجود النفط في هذا الجزء مما كان يُعرف في الماضي باسم ’الساحل المتصالح‘ قام وفد مفاوض بزيارة من إنجلترا إلى إمارة أبوظبي لإجراء محادثات مع حاكم الإمارة آنذاك للحصول على امتياز للتنقيب عن النفط.
و في مستهل عام 1972 قامت شركة البترول البريطانية (بي بي) ببيع 45% من حصتها في شركة أدما العاملة (التي كانت تُعرف حينها باسم أدما المحدودة) إلى مجموعة شركات يابانية أصبحت تُعرف في ما بعد باسم شركة اليابان لتطوير النفط (جودكو) و نتيجة لذلك أصبحت شركة جودكو شريكا فاعلاً في شركة أدما .
وبموجب اتفاقية وقعت عام 1974 عرفت باسم الاتفاقية العامة للمشاركة حصلت شركة بترول ابوظبي الوطنية ( أدنوك ) التي تأسست للإشراف على عمليات النفط والغاز في أبوظبي بالنيابة عن الحكومة على نسبة 60% من حقوق الامتياز وبذلك أصبحت تمتلك أغلبية الأسهم.
وفي عام 1977 تأسست شركة ابوظبي العاملة في المناطق البحرية ( أدما العاملة ) كمؤسسة وطنية مقرها ابوظبي تعمل في منطقة الامتياز خلفاً لشركة أدما المحدودة.

## مواقع الشركة

### حقل أم الشيف البحرى
- يقع حقل أم الشيف على بعد 150 كيلومتراً من أبوظبي.
- يبعد 36 كيلومتراً عن جزيرة داس.
- حُفرت أول بئر في حقل أم الشيف عام 1958.
- تُعالَج كميات النفط والغاز التي يتم إنتاجها في مجمع منشآت أم الشيف حيث يتم تجميع كميات النفط الخام ونقلها إلى جزيرة داس عبر شبكة من خطوط الأنابيب.
- في عام 1962 تم تصدير أول شحنة من النفط الخام إلى العالم من حقل أم الشيف عن طريق محطة جزيرة داس.

### حقل زكم (زكم السفلي) البحرى
- يقع حقل زكم على بعد 63 كيلومتراً من أبوظبي.
- يبعد 81 كيلومتراً عن جزيرة داس.
- حُفرت أول بئر في حقل زكم عام 1963.
- هذا الحقل أكبر حجماً من حقل أم الشيف.
- تتم عمليات إنتاج النفط والغاز وحقن المياه في مجمع منشآت زكم الغربي ومجمع منشآت زكم المركزي.

### جزيرة داس
- تقع جزيرة داس على بعد 180 كيلومتراً من أبوظبي.
- جزيرة داس هي القاعدة الصناعية الرئيسية.
- يتم فيها معالجة وتخزين وتصدير كميات النفط والغاز المُنتَجة من حقليّ أم الشيف وزكم.
- توفر جزيرة داس مستويات معيشة متطورة للمجتمع متعدد الجنسيات الذي يقطن الجزيرة.